# Barabás Zoltán
Barabás Zoltán (Budapest, 1926. február 10. – Szeged, 1993. január 23.) agrármérnök, a mezőgazdasági tudomány kandidátusa (1959) és doktora (1980), a Magyar Tudományos Akadémia levelező tagja.

## Életpályája
1948-ban szerzett mezőgazdasági mérnöki oklevelet a Magyar Agrártudományi Egyetemen. 1951-től a martonvásári Mezőgazdasági Kutatóintézet munkatársa, 1960-tól a szegedi Gabonatermesztési Kutatóintézet tudományos osztályvezetője, 1991-től haláláig kutatóprofesszora volt.

## Munkássága
Főként a gabonatermesztés tudományos kérdéseivel, gabonafajták előállításával foglalkozott. 1960 és 1969 között a cirokkutatási program vezetője volt, több takarmánycirok-hibridet és nyolc kenyér-, illetve durumbúzafajtát állított elő.
1973 és 1993 között ő szerkesztette a Cereal Research Communication című kiadványsorozatot.

## Főbb művei
- A takarmánycirok nemesítése és termesztése. Budapest, 1962. (Bajai Jenővel)
- A hibrid szemescirok. Budapest, 1980. (Faragó Lászlóval)
- A cirok és a szudánifű. Budapest, 1985. (Bányai Lászlóval)
- Búzanemesítés : eredmények, problémák, perspektívák : akadémiai székfoglaló : 1986. április 9. Budapest, 1992.

## Díjai, elismerései
- Az MTA levelező tagja (1985)
- Akadémiai Díj (1986)
- Állami Díj (1988) – A gabonafélék nemesítése, termesztésfejlesztése, a gabonafehérjék optimális hasznosítása, valamint a gabonaminőség javítása terén elért eredményeiért. Megosztott díj Lásztity Radomirral és Szániel Imrével.